# A nagy ugrás (film)
A nagy ugrás (eredeti cím: The Hudsucker Proxy) 1994-ben bemutatott szürreális, romantikus vígjáték Joel Coen rendezésében.

## Cselekménye
1958 decembere, New York, USA
Egy fiatal, tapasztalatlan, frissen végzett gazdasági szakember, Norville Barnes (Tim Robbins) munkát keresve New Yorkba érkezik távolsági busszal egy Muncie nevű helyről (Indiana állam). Azonban mindenhol tapasztalattal rendelkező embereket keresnek. Véletlenül észreveszi az újságban a Hudsucker Industries hirdetését, akik tapasztalat nélküli munkaerőt keresnek, belső postaszolgálati munkára. Norville jelentkezik a munkára, és azonnal a mélyvízbe dobják. A túlbonyolított, bürokratikus rendszerben levegőt venni sincs ideje, úgy zúdul rá az információ és a sok elintézni való. Amikor speciális küldemény érkezik, egy kék boríték, hirtelen mindenki eltűnik a kézbesítőben dolgozók közül, így Norville-nak kell kézbesítenie a borítékot, egyenesen az igazgatótanács elnöke, Sidney J. Mussburger kezébe (Paul Newman).
Nem sokkal korábban a vállalat alapítója és korábbi elnöke, Waring Hudsucker (Charles Durning) egy igazgatótanácsi ülés közben (amiben nagyon jó gazdasági eredményekről esik szó) fellép a tárgyalóasztalra, és nekifutásból kiugrik a 44. emelet becsukott ablakán. Kiderül, hogy Hudsucker halála után a részvényei januárban a tőzsdére kerülnek, vagyis az igazgatótanács elvesztheti hatalma nagy részét, és tagjai a vagyonukat. Ezért elhatározzák Mussburger ötlete alapján, hogy felvesznek egy hülyét elnöknek, akit irányíthatnak, és akinek intézkedései nyomán rövid távon a cég részvényeinek értéke zuhanni fog, akkor a tagok olcsón felvásárolhatják, majd a részvények birtokában visszavehetik az irányítást.
Norville ekkor kézbesíti ki a borítékot Mussburgernek, aki úgy látja, hogy egy komplett idiótával van dolga, ezért kinevezi a vállalat elnökének. Norville-nak már a kezdet kezdetén van egy ötlete, egy kör, amiről azonban senki sem tudja, hogy mi akar lenni. A vállalat részvényei elvesztik értéküket, ahogy Mussburger korábban eltervezte.
Eközben az Argus nevű szennylap főszerkesztője őrjöng, mert az újságnál dolgozó szerkesztők semmit sem tudnak kideríteni az új elnökről, így a lap nem tud lehozni róla szenzációs és botrányos cikket (anélkül pedig a lapot sem tudják eladni). Amy Archer (Jennifer Jason Leigh), a Pulitzer-díjra aspiráló újságíró vállalja, hogy megírja a főszerkesztő által óhajtott cikket. Ezért álnok módon a naiv elnök bizalmába férkőzik álnéven és hamis információkkal. Norville alkalmazza a nőt mint személyi asszisztensét. Bár az újságíró semmi használható információt nem tud kideríteni róla az iroda átkutatása után sem, lesújtó cikket ír az új elnök értelmi képességeiről.
Egyik éjszaka, az elnök utáni kutatás közben Amy Archer találkozik az épület óráját karbantartó Moses-szel. Ő felfedi előtte Mussburger aljas tervét. Amy Archer elmondja a hallott információkat a főszerkesztőjének, ő azonban nem vevő az igazságra.
A vállalati karácsonyi összejövetelen Norville komolyan megsért néhány nagy részvényest, akiknek a bizalmára a vállalatnak szüksége lenne (még finnül is megszólal az egyik részvényes kedvéért, de valószínűleg valami trágárságot mond, mert az orrba veri).
Azonban közben a rendkívül bonyolult és bürokratikus rendszerben gyártásba kerül Norville terve, a „kör”, amiről kiderül, hogy valójában egy színes, műanyag karika, „gyerekek számára”. A terméket eleinte senki sem vásárolja, majd megindul az őrület, és mindenkinek ilyen kell. A vállalat részvényeinek értéke az egekbe szökik. A cég által gyártott és időközben hulla-hopp nevet kapott karika hatalmas anyagi siker. Ennek azonban nem mindenki örül. Az igazgatótanács azon tagjai, akik a részvény nagyarányú csökkenésére játszottak és ezért eladták részvényeiket, mindent elvesztettek.
Amy időközben megkedveli Norville-t, de kilép a cégtől a férfi arroganciája miatt. Buzz, a liftes megmutatja találmányát, a hajlítható szívószálat Norville-nak, aki azonban nem lát benne fantáziát és kirúgja a liftest.
Mussburger megtudja az elnök személyi titkárának valódi kilétét: Amy Archer újságíró. Közli Norville-lal, hogy neki vége, kirúgják a cégtől. Mussburger egy pszichiáter szakvéleményére alapozva meggyőzi az igazgatótanács tagjait, hogy Norville Barnes önmagára és másokra veszélyes őrült, akit elmegyógyintézetbe kell zárni.
1958 szilveszterének napján Amy megtalálja Norville-t abban az alternatív bárban, amiről beszélt neki (ahol nem szolgálnak fel alkoholt) és azt kéri, hogy bocsásson meg neki. Norville elmegy. Az utcán üldözőbe veszi a liftes, aki azt kiabálja, hogy ellopta a találmányát és az általa feltüzelt tömeg is üldözi Norville-t.
Norville menekülés közben visszamegy a Hudsucker épületbe, felmegy az irodájába, felveszi a kézbesítőként kapott munkásruháját, kimászik az ablakon és le akar ugrani. Nemsokára meggondolja magát, és visszafelé araszol az ablak felé. Azt azonban Aloysius, aki az irodai ajtókra a tulajdonosaik nevét szokta festeni (illetve eltávolítani), időközben becsukja. Norville megcsúszik és zuhanni kezd.
Moses a seprűjét az óraszerkezet két foga közé dugja, erre nem csak az óra, hanem maga az idő is megáll. Norville esés közben lebegve marad a levegőben (a hópelyhek tovább esnek körülötte). Felülről, fehér, tógaszerű ruhában, hatalmas szárnyakkal és egy kézi hárfával megjelenik Waring Hudsucker mint angyal. Elmondja Norville-nak, hogy az élete tévedés volt, mert nem az anyagi javakat kellett volna hajszolnia, hanem kitartani a nő mellett, akit szeretett. Megkérdezi Norville-t, hogy kikézbesítette-e a kék borítékot. A nemleges válasz hatására elmondja neki, hogy a levelet ő írta Mussburgernek és abban arra kötelezi, hogy a részvényei az utódjára szálljanak.
Moses és Aloysius eközben ökölharcot vívnak az óraszerkezet belsejében. Amikor a seprű már nem akadályozza a mozgást, az idő újból megindul, és Norville ismét zuhanni kezd. Nem sokkal a földbe csapódás előtt az idő ismét megáll, ezúttal azért, mert Aloysius kivehető fogsora (amit Moses a kézitusa során kivert a szájából), kis időre megakasztja a fogaskereket. Végül Norville puhán földet ér. Norville és Amy megölelik egymást.
1959 elején Mussburger az, aki elmegyógyintézetbe kerül. Norville egy új játékot tervez, ami szintén kör alakú, műanyagból van és el lehet dobni. Kiderül, hogy a frizbiről van szó.

## Szereplők
| Szerep                                         | Színész              | Magyar hang        | Magyar hang         | Magyar hang     |
| Szerep                                         | Színész              | 1. változat (1995) | 2. változat (2004)  | 3. változat (?) |
| ---------------------------------------------- | -------------------- | ------------------ | ------------------- | --------------- |
| Norville Barnes                                | Tim Robbins          | Máté Gábor         | Rátóti Zoltán       | Fesztbaum Béla  |
| Amy Archer                                     | Jennifer Jason Leigh | Pap Vera           | Kiss Erika          | Hámori Eszter   |
| Sidney J. Mussburger                           | Paul Newman          | Mécs Károly        | Mécs Károly         | Szersén Gyula   |
| Buzz, liftkezelő                               | Jim True-Frost       | Rudolf Péter       | Kálloy Molnár Péter |                 |
| Moses, az óra karbantartója                    | Bill Cobbs           | Kristóf Tibor      | Papp János          | Melis Gábor     |
| Aloysius, Mussburger alantasa, Moses ellenfele | Harry Bugin          |                    |                     |                 |
| Smitty, az Argus egyik riportere               | Bruce Campbell       | Jakab Csaba        | Bozsó Péter         |                 |
| az Argus főszerkesztője                        | John Mahoney         | Végvári Tamás      | Forgács Gábor       | Versényi László |
| Waring Hudsucker                               | Charles Durning      | Vajda László       | Csurka László       | Faragó András   |
| idős szortírozó a postázóban                   | Patrick Cranshaw     | Komlós András      | Versényi László     |                 |
| Za-Za                                          | Anna Nicole Smith    |                    |                     |                 |
| beatnik csapos                                 | Steve Buscemi        | Haás Vander Péter  | Juhász Zoltán       |                 |
| a Hudsucker egyik ötletembere                  | Sam Raimi            |                    |                     |                 |
| Mr. Bumstead                                   | Jon Polito           | Simon György       | Bácskai János       |                 |
| a Rockwell hírolvasója                         | John Goodman         | Csankó Zoltán      |                     | Kajtár Róbert   |

## Megjelenése
A filmet először az 1994-es Sundance Filmfesztiválon mutatták be a Utah állambeli Park City-ben. Az 1994-es cannes-i filmfesztiválon is bemutatták, május 12-én.
A mozikban 1994. március 11-én kezdték vetíteni, de csak mérsékelt tetszést aratott. Az Egyesült Államokban az összbevétele a mozipénztáraknál mindössze 2 816 518 dollár volt.
A Warner Home Video A nagy ugrást 1999 májusában jelentette meg DVD-n.

## Fogadtatás
A filmkritikusok véleményét összegző Rotten Tomatoes 56%-ra értékelte 39 vélemény alapján.
Roger Ebert, a Chicago Sun-Times filmkritikusa dicsérte a produkciós tervezést, a makettek kidolgozását, a fényképezést és a szereplőket. De hozzátette: „A filmmel az a probléma, hogy nem hatol a felszín alá. A leghalványabb törekvés sem látszik abba az irányba, hogy a film komolyan vegye a történetet. Minden a stílus. A játékmód szándékosan szatirikus.” Desson Thomson a The Washington Posttól úgy írja le a filmet, mint ami „...túlságosan tele van az 1930-as évek filmjeire való utalásokkal.”

## Díjak, jelölések
- 1994, cannes-i filmfesztivál: a film versenyben volt az Arany Pálmáért.[8]

## A film készítése
A Coen fivérek akkor találkoztak első ízben Sam Raimivel, amikor Joel Coen segédszerkesztő volt Raimi The Evil Dead (1981) című filmjében. Már 1981-ben elkezdték közösen írni a filmet és folytatták az írást a Crimewave (1985) forgatása alatt is. A Coen fivérekre és Raimira is nagy hatással voltak Preston Sturges filmjei, mint például a Christmas in July (1940), vagy a Sullivan utazásai.
Jennifer Jason Leigh alakítására hatással volt Rosalind Russell és Katharine Hepburn gyors beszédű előadásmódja.
Joel Coen szerint, bár a forgatókönyv készen volt, nem vághattak bele a forgatásába, mert még nem voltak eléggé ismert filmkészítők és a film túl költséges volt.
A Barton Fink (1991) befejezése után a fivérek egy nagyközönségnek szóló filmet akartak készíteni. A nagy ugrás forgatókönyvét kissé átírták. Joel Silver producer, a korábbi Coen-filmek rajongója megvette a filmkészítés jogait saját produkciós cége, a Silver Pictures számára. Silver a Coen fivéreknek teljes művészi ellenőrzést biztosított.
A film készítése 1991-ben kezdődött el.
Norville Barnes szerepére Silver elsőnek Tom Cruise-t szerette volna, de a Coen fivérek ragaszkodtak Tim Robbins-hoz.
Amy Archer szerepére Winona Ryder és Bridget Fonda is jelentkezett, mielőtt Jennifer Jason Leigh-t kiválasztották. Leigh korábban a Miller's Crossing és Barton Fink című filmeknél is jelentkezett, de egyiknél sem felelt meg.
„Sidney Mussburger szerepére a Warner Bros. a legkülönfélébb nevekkel állt elő” – emlékszik vissza Joel Coen. „Többségük vígjátékszereplő volt, tehát rossz választás lett volna. Mussburger a rosszfiú a filmben, és Paul Newman életre kelti őt.” A szerepet először Clint Eastwoodnak ajánlották fel, de ő kénytelen volt lemondani más elfoglaltsága miatt. Miután Newman és Robbins aláírta a szerződését, a PolyGram Filmed Entertainment és a Working Title Films egyetértett abban, hogy a filmet közösen finanszírozzák a Warner Bros.-szal és a Silver Pictures-szel.
Dennis Gassner produkciós tervezőre hatással volt a fasiszta építészet, különösen Albert Speer munkái, továbbá Terry Gilliam rendező Brazil (1985) című filmje, Frank Lloyd Wright építész stílusa és maga az art déco mozgalom.

### Vizuális effektusok
A vizuális effektusokért Micheal J. McAlister felelt, aki korábban olyan filmekben dolgozott, mint az Indiana Jones és az utolsó kereszteslovag és a Willow. Munkatársa volt Mark Stetson (Superman visszatér, Peter Pan (2003)), aki a makettek létrehozását felügyelte. Peter Chesney mechanikus tervező tervezte meg a 4,8 méter fesztávolságú angyalszárnyakat, amiket a színész össze tudott csukni és verdesni is tudott velük. A szárnyak felületét valódi kacsa- és pulykatollal borították be. „Lebegő galamb lassított felvételei alapján modelleztük.” – mondta róla Chesney.
A háttérben látható épületeket McAlister és Stetson tervezte 1:24 arányban lekicsinyítve. Ezeket külön-külön filmezték le és az utómunkálatok során illesztették őket össze. A Hudsucker épület a jelenet kedvéért jóval hosszabbnak tűnik, legalább 90 szintes, a történetben elhangzó 44 helyett.
Bár a történet New Yorkban játszódik, sok épület mintája Chicagóban található, a kezdő képsorokban látható épületek egy része is (például a Merchandise Mart és az Aon Center). Valódi New York-i épületek a Chanin Building, a Fred F. French Building és a One Wall Street, Manhattan.
Az öngyilkossági jelenetek során a New York-i díszleteket oldalt felfüggesztették. McAlister számítása szerint a valódi zuhanás 7 másodperc alatt zajlott volna le. A drámai hatás növelése érdekében ezt az időt körülbelül 30 másodpercre megnövelték.
Problémák adódtak a díszletekkel, amik a Coen fivérek és Roger Deakins operatőr azzal az ötlettel álltak elő, hogy nagylátószögű optikát használjanak ezekhez a jelenetekhez. „Az épületeket 18 mm-es lencséhez terveztük, és amikor átváltottunk 14, illetve 10 mm-esre, a látvány egyre jobb lett. Ugyanakkor a kép szélén üres területek tűntek fel, ahol nem voltak épületek. Ezt egy oldalú épületek képeivel oldottuk meg, amiket a kép szélein helyeztünk el.”
„Charles Durning zuhanását hagyományosan vettük fel, de mivel Tim Robbins pontosan a kamera magasságában áll meg, az ő jelenetét időben fordítva vettük fel, vagyis felfelé húztuk a felvétel során”.

## Filmzene
A film zenei anyaga 1994. március 15-én jelent meg Carter Burwell neve alatt, Varèse Sarabande címmel.
1. "Prologue" (Aram Hacsaturján) – 3:20
2. "Norville Suite" – 3:53
3. "Waring's Descent" – 0:27
4. "The Hud Sleeps" – 2:13
5. "Light Lunch" (Hacsaturján) – 1:38
6. "The Wheel Turns" – 0:52
7. "The Hula Hoop" (Hacsaturján) – 4:10
8. "Useful" – 0:40
9. "Walk Of Shame" – 1:22
10. "Blue Letter" – 0:43
11. "A Long Way Down" – 1:46
12. "The Chase" – 1:02
13. "Norville's End" – 3:52
14. "Epilogue" (Hacsaturján) – 2:08
15. "Norville's Reprise" – 1:22

Más dalok, amik elhangzanak a filmben, de nincsenek rajta a zenei albumon:
- Memories Are Made of This, előadó Peter Gallagher, mint Vic Tenetta, aki a partin énekel
- In a Sentimental Mood, előadó Duke Ellington
- Flying Home, előadó Duke Ellington
- Carmen, előadó Grace Bumbry; a dobos táncban hangzik fel

Klasszikus darabok:
1. Georges Bizet: Habanera, a Carmen-ből
2. Luigi Boccherini: Minuet (3rd movt) a String Quintet in E, Op.11 No.5-ből
3. Frédéric Chopin: Chopin Waltz (Waltz No.1 in E-flat "Grande valse brillante", Op.18 B62), a Les Sylphides-ből
4. Aram Hacsaturján: Adagio Spartacus (balett) és Phrygia a Spartacus szvitből, No.2
5. Aram Hacsaturján: kardtánc Gayane (balett), No.3 szvit
6. Csajkovszkij: keringő a Hattyúk tavá-ból

## Forgatási helyszínek
- A filmet a Carolco Studios-ban forgatták (Wilmington, Észak-Karolina). A forgatás 1992. november 30-án kezdődött. Raimi is közreműködött a rendezésben: a hulahopp-karikás jelenet és Waring Hudsucker öngyilkossága az ő irányítása alatt készült. A forgatás 1993. március 18-án ért véget.
- Az újság szerkesztőségét a „News & Observer” épületében vették fel (Raleigh, Észak-Karolina).[20]

## Szakirodalom
- Ronald Bergan. The Coen Brothers. New York City: Thunder's Mouth Press (2000). ISBN 1-56025-254-5
- Josh Levin. The Coen Brothers: The Story of Two American Filmmakers. Toronto: ECW Press (2000). ISBN 1-55022-424-7
- James Mottram. The Coen Brothers: The Life of the Mind. Dulles, Virginia: Brassey's, Inc (2000). ISBN 1-57488-273-2
- John Kenneth Muir. The Unseen Force: The Films of Sam Raimi. New York City: Applause: Theatre & Cinema Books (2004). ISBN 1-55783-607-8
- Eddie Robson. Coen Brothers. London: Virgin Books (2003). ISBN 1-57488-273-2
- Bill Warren. The Evil Dead Companion. London: Titan Books (2000). ISBN 0-312-27501-3
- Paul A. Woods. Joel & Ethan Coen: Blood Siblings. London: Plexus (2003). ISBN 0-85965-339-0

1. ↑  Caryn James. „Critic's Notebook; For Sundance, Struggle to Survive Success”, The New York Times, 1994. január 25. (Hozzáférés: 2009. április 11.)
2. ↑  Festival de Cannes: The Hudsucker Proxy. festival-cannes.com. (Hozzáférés: 2009. augusztus 27.)
3. ↑  The Hudsucker Proxy. Box Office Mojo. (Hozzáférés: 2008. november 17.)
4. ↑  The Hudsucker Proxy (1994). Amazon.com. (Hozzáférés: 2008. november 20.)
5. ↑  Rotten Tomatoes értékelés
6. ↑  Roger Ebert. „The Hudsucker Proxy”, Chicago Sun-Times, 1994. május 25.. [2011. július 8-i dátummal az eredetiből archiválva] (Hozzáférés: 2008. november 20.)
7. ↑  Desson Thomson. „The Hudsucker Proxy”, The Washington Post, 1994. március 25. (Hozzáférés: 2008. november 20.)
8. ↑  Staff. „Euro pix man Cannes”, [[Variety (magazin)|]], 1994. április 21. (Hozzáférés: 2008. november 21.)
9. ↑  Muir, pp. 77
10. ↑  Warren, pp. 101-102
11. 1 2  Levin, pp. 103-118
12. ↑  Juliann Garey. „Coen to Extremes”, Entertainment Weekly, 1993. február 5.. [2008. december 27-i dátummal az eredetiből archiválva] (Hozzáférés: 2008. november 22.)
13. ↑  Anne Thompson. „Coen brothers keep it real”, Variety magazin, 2007. november 15. (Hozzáférés: 2008. november 21.)
14. ↑  Mottram, pp. 93-113
15. ↑  Leonard Klady. „DeVito looking to get 'Shorty' into production”, Variety magazin, 1993. július 13. (Hozzáférés: 2008. november 21.)
16. ↑  Nisid Hajari. „Beavis and Egghead”, Entertainment Weekly, 1994. április 1.. [2009. április 21-i dátummal az eredetiből archiválva] (Hozzáférés: 2008. november 22.)
17. 1 2  Robson, pp. 139-142
18. ↑  Staff. „Hollywood's still playing for effect”, Variety magazin, 1993. január 18. (Hozzáférés: 2008. november 21.)
19. ↑  George Mannes. „The 'Hud' Thud”, Entertainment Weekly, 1994. április 15.. [2008. október 10-i dátummal az eredetiből archiválva] (Hozzáférés: 2008. november 22.)
20. ↑  Cain, Brooke. „Hollywood comes to downtown Raleigh today”, News & Observer, 2011. november 9.. [2011. november 11-i dátummal az eredetiből archiválva] (Hozzáférés: 2011. november 9.)

- Mark Cotta Vaz; Patricia Rose Duignan. Industrial Light & Magic: Into the Digital Realm. Hong Kong: Del Ray Books (1996. november 1.). ISBN 0-345-38152-1

## Fordítás
- Ez a szócikk részben vagy egészben  a   The Hudsucker Proxy című angol Wikipédia-szócikk fordításán alapul.  Az eredeti cikk szerkesztőit annak laptörténete sorolja fel. Ez a jelzés csupán a megfogalmazás eredetét és a szerzői jogokat jelzi, nem szolgál a cikkben szereplő információk forrásmegjelöléseként.